# Порошин Василь Олексійович
Васи́ль Олексі́йович Поро́шин (рос. Василий Алексеевич Порошин; 7 червня 1938) — радянський і російський військовий діяч, віцеадмірал.
Один з тринадцяти повних кавалерів ордена «За службу Батьківщині у Збройних Силах СРСР».

## Життєпис
Народився в селищі лісозаготівельників Петрова Річка, нині Зиряновського району Східноказахстанської області Казахстану.
У 1955 році закінчив середню школу в місті Ряжськ Рязанської області Росії.
У 1956 році вступив на артилерійський факультет Вищого військово-морського училища імені М. В. Фрунзе, який закінчив з відзнакою у 1960 році. Направлений для проходження військової служби до РВСП.
У 1961 році вступив до Військової академії імені О. Ф. Можайського, яку закінчив у 1966 році. Після особистого звернення до Головкома ВМФ СРСР був направлений для проходження подальшої служби на підводних човнах Північного флоту.
Перша посада — командир БЧ 2-3 дизельного підводного човна С-158 (проекту 644), який у 1967 році був переведений на Чорноморський флот. З 1969 року — старший помічник командира ПЧ С-162 того ж проекту.
У 1972 році, після проходження навчання на 6-х Вищих спеціальних офіцерських класах ВМФ, призначений помічником командира РПК СП К-214 (перший екіпаж). У жовтні 1973 року призначений старшим помічником командира РПК СП К-423. З жовтня 1974 року — командир РПК СП К-214 (перший екіпаж). У 1977 році перший екіпаж РПК СП К-214 був визнаний кращим серед полків і кораблів 1-го рангу в ЗС СРСР.
Восени 1978 року призначений заступником командира 19-ї дивізії підводних човнів Північного флоту, а з вересня 1980 року — командир цієї дивізії.
Протягом 1983—1985 років навчався у Військовій академії Генерального штабу. Після закінчення Академії призначений начальником штабу 3-ї флотилії підводних човнів Північного флоту.
З 1988 року — заступник командувача Північного флоту з бойової підготовки.
Звільнений у запас 1994 року.
У 2006 році обраний першим віце-президентом Міжнародної асоціації громадських організацій ветеранів ВМФ і моряків-підводників.

## Нагороди
- Орден «За службу Батьківщині у Збройних Силах СРСР» 1-го ступеня (16.02.1982).
- Орден «За службу Батьківщині у Збройних Силах СРСР» 2-го ступеня (21.02.1978).
- Орден «За службу Батьківщині у Збройних Силах СРСР» 3-го ступеня (30.04.1975).
- медалі.